# 螢光棒

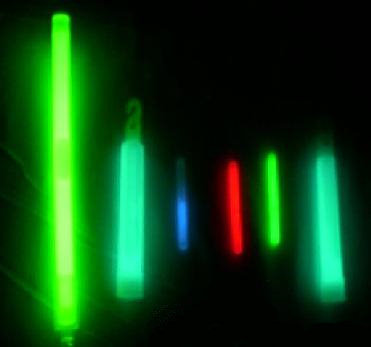
三種不同顏色的螢光棒型式

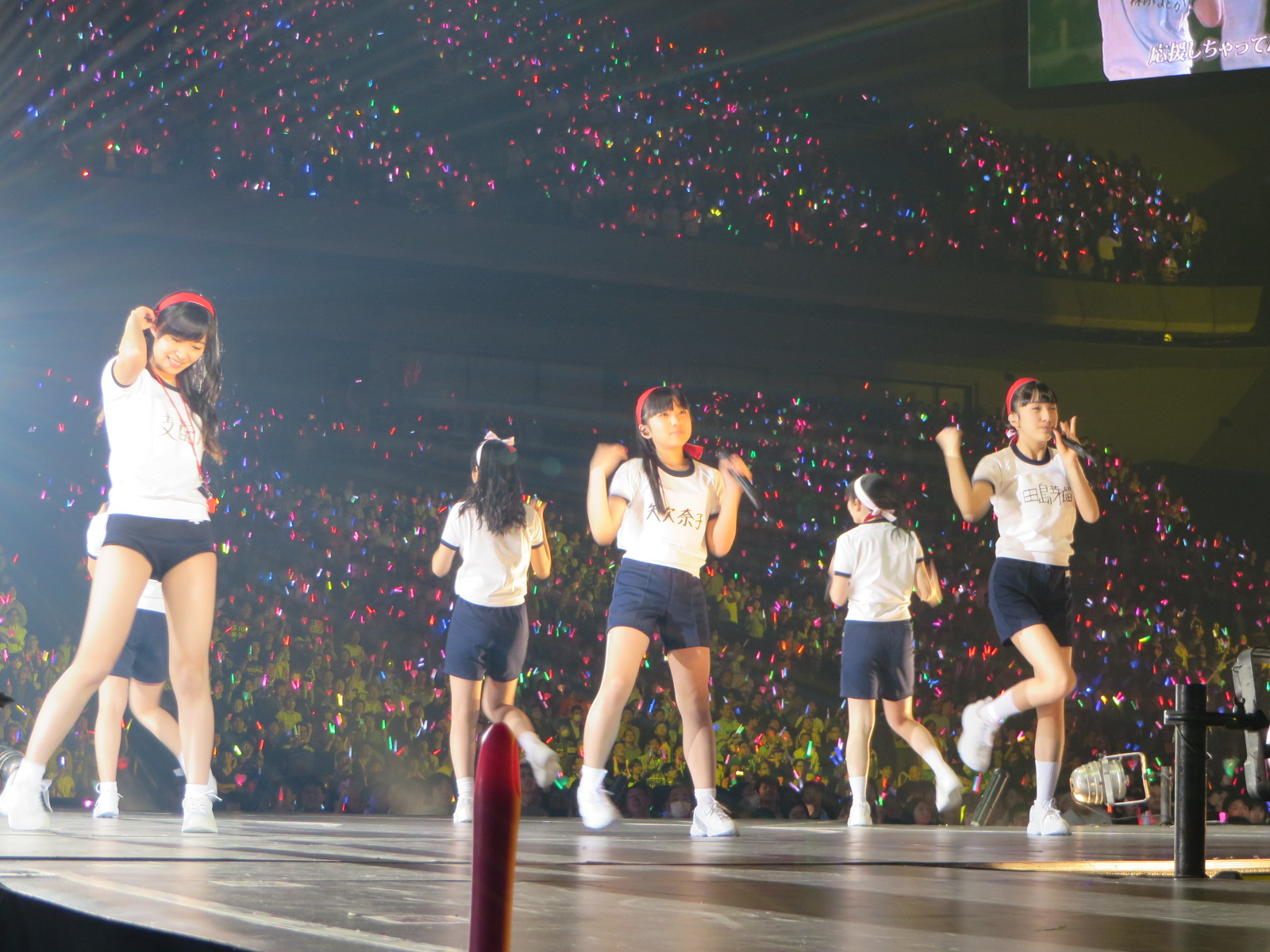
流行歌手舉辦活動時，觀眾常以螢光棒做為炒熱氣氛的道具。此圖為日本偶像團體HKT48演唱會一景，注意觀眾手持的螢光棒多為電光棒。

螢光棒，又稱發光棒，是指造型為條狀的手持照明裝置，按照發光原理可以分為化學螢光棒以及電子螢光棒（又稱電光棒或夜光棒）。化學螢光棒是以內外管各別分裝兩種液體化學成份的透明塑膠棒，外层以聚乙烯（塑料）包装，内置一玻璃管夹层，夹层内外液体分别为过氧化物和酯类化合物，经弯折、击打、揉搓等使玻璃破裂，引起两种化合物反应致使螢光染料放出光能，但它並不會產生大量熱能。這個過程被稱為化學螢光反應。電子螢光棒則相當於使用電池的螢光燈或手電筒，與筆燈類似，但通常至少有一半的空間為電燈；如以LED為燈具，還可調整發光之顏色。

## 發光方式
- 螢光
- 磷光
- 發光二極管

## 用途
螢光棒可應用於娛樂、夜釣、婚慶、戶外、軍事、工程建設和水下作業等。荧光亮度（即使用寿命）一般可以维持6至8个小时，根据用途种类的不同，有的短时间的荧光棒亮度只能维持30秒至15分钟，长时间的荧光棒能够维持亮度超过10个小时。
娛樂：音樂會、KTV使用者握於手中揮舞以增強氣氛。螢光棒亦可製成各式各樣的玩具，如眼鏡、手鐲、耳墜、發光球、戒指、寶劍、吊墜等，營造浪漫氣氛。
夜釣：可製作成多魚漂用於夜間垂釣，或海上夜間捕撈。
婚慶：結婚時，新郎、新娘各執一瓶螢光液，同時注入特定容器中，會產生美麗的光，以此預示新婚夫婦會創造光彩的未來，同時也營造出浪漫氣氛。 
戶外：哨棒、25x350mm大棒等被可用宿營、登山、探險等領域，其作用為照明、警示、相互聯繫、營救等。有聲音、色彩、光亮三種識別功能。 
災害：地震等災害發生時可用作緊急照明或容易被救援人員發現之用。
軍事：迷你光棒等亦被應用到軍事領域，專業紅外線發光棒只有通過夜視鏡才能看到。 
藉由調整兩種化學藥品之濃度，製造者可以使之變亮快而時效短、或變亮慢而時效長。在最大濃度時（典型實驗室設定），混合兩種反應物產生一系列反應後，製造出最強得光但只持續了幾秒而已。
加熱螢光棒使之反應地更快更亮但時效更短，反之亦然。藉由冷藏後加熱螢光棒可以展示此性質。

## 化學原理
螢光棒包含兩種化學成分及螢光染料。塑膠管中的化學藥品為螢光染料及草酸苯酯衍生物的混合物。玻璃管內的是浓度約35%的雙氧水。混合草酸二
苯酯及雙氧水會導致化學反應：酯類被氧化，產生兩個苯酚分子和一分子的過氧化酯（二氧杂环丁二酮），過氧化酯接著自发分解為二氧化碳，並釋放出能量使染料成為激发態，受激发的染料回到基態的過程會藉由放光子釋出能量，此光的波長(影響顏色)則取決於該染料之結構。

### 螢光劑
- 9,10-二苯(基)蒽 (DPA)，發蓝色光
- 1-氯-9,10-二苯基蒽和2-氯-9,10-二苯基蒽，发蓝绿色光 （页面存档备份，存于）
- 9,10-双(苯乙炔基)蒽 (BPEA)，发绿色光
- 1-氯-9,10-双(苯乙炔基)蒽，发黄绿色光
- 2-氯-9,10-双(苯乙炔基)蒽，发绿色光
- 1,8-二氯-9,10-双(苯乙炔基)蒽，发黄色光
- 5,6,11,12-四苯基萘并萘(紅螢烯)，发橙红色光
- 罗丹明B，发红色光
- 5,12-双(苯乙炔基)芘，发橙色光
- 曙红Y（伊红-Y），发橙黄色光
- 羟甲香豆素，发蓝色光

9,10-二苯基蒽
9,10-双(苯乙炔基)蒽
1-氯-9,10-双(苯乙炔基)蒽
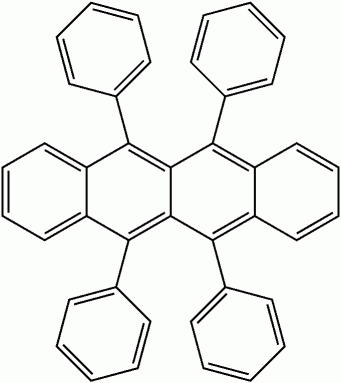
紅螢烯（5,6,11,12-四苯基萘）
5,12-双(苯乙炔基)芘
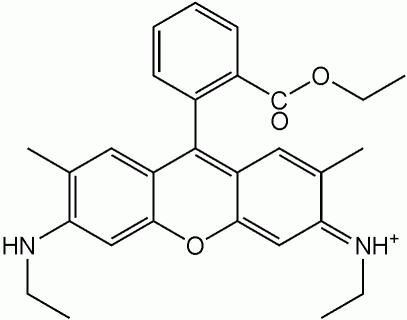
罗丹明6G
罗丹明B

## 注意事项
近来随着螢光棒的广泛使用，其安全问题也引起了关注。因螢光棒成分多含邻苯二甲酸二甲酯和邻苯二甲酸二丁酯，具有低毒性。若发生泄漏，被人体误吸或触碰，可能会造成恶心、头晕、麻痹、昏迷等现象。同时也有些人担心荧光棒具有放射性。
但一些专家解释因螢光液被聚乙烯（塑料）包装，只要使用方法正确就不会造成对人体的伤害。使用过程中应注意不将荧光棒过度弯折，或用刀切割，针刺等就不会造成液体泄漏。
至于放射性，专家解释荧光棒所发出的光是靠化学反应刺激染料发出的光，而非由放射线激发染料发出的光，对人体无伤害。而β灯的发光原理与放射性物质衰变有关，具有一定放射性。
除了安全问题，荧光棒因含有毒化学物，难以重用或回收；而其外包装也为不可重用或回收的塑料。因此，节假日后常出现大量丢弃的荧光棒，造成环保灾难。
内部極度的細碎玻璃造成的刺穿效果也是一般塑膠手套無法防禦的，所以對於不小心用破的螢光棒，很难进行漏液與材料的分離与回收。

## 外部連結
- 螢光棒的原理 （页面存档备份，存于）